# Ołeksandr Łedyda

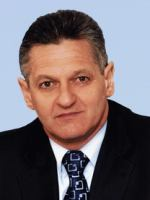
Ołeksandr Łedyda (2006)

Ołeksandr Ołeksandrowycz Łedyda (ur. 28 września 1957 w Pidhorbie w obwodzie zakarpackim) – ukraiński polityk, przewodniczący Zakarpackiej Obwodowej Administracji Państwowej.
Ukończył ekonomię na Użhorodzkim Uniwersytecie Państwowym. Od 1998 pracował w administracji państwowej.
Członek Partii Regionów.